# Alexandre Barthe
Alexandre Barthe (* 5. března 1986 Avignon, Francie) je bývalý. Hrál za Ludogorec Razgrad, od roku 2010 získal pět bulharských titulů v řadě.

## Klubová kariéra
V roce 2008 podepsal čtyřletý kontrakt s bulharským klubem Litex Loveč, zde získal dva tituly v nejvyšší bulharské lize (sezóny 2009/10 a 2010/11) a prvenství v bulharském fotbalovém poháru (2008/09) i bulharském Superpoháru (2010). 30. července 2011 podepsal smlouvu s jiným bulharským celkem Ludogorec Razgrad. S ním získal další tř tituly v nejvyšší bulharské lize (sezóny 2011/12 a 2012/13, 2013/14) a triumfy v bulharském fotbalovém poháru (2011/12, 2013/14) i bulharském Superpoháru (2012).